# Oost-Timor op de Olympische Winterspelen 2014
Oost-Timor was een van de zeven debuterende landen die deelnam aan de Olympische Winterspelen 2014 in Sotsji, Rusland.

## Deelnemers en resultaten
(m) = mannen, (v) = vrouwen 

### Alpineskiën
| Olympiër              | Onderdeel  | Resultaat | Prestatie                                                  |
| --------------------- | ---------- | --------- | ---------------------------------------------------------- |
| Yohan Goncalves Goutt | slalom (m) | 43e       | 2.30,89 (+49,05) run 1: 1.09,01 (77e) run 2: 1.21,88 (43e) |